# 1509年
| 千纪： | 2千纪 |
| 世纪： | 15世纪 \| 16世纪 \| 17世纪                                                                                 |
| 年代： | 1470年代 \| 1480年代 \| 1490年代 \| 1500年代 \| 1510年代 \| 1520年代 \| 1530年代                           |
| 年份： | 1504年 \| 1505年 \| 1506年 \| 1507年 \| 1508年 \| 1509年 \| 1510年 \| 1511年 \| 1512年 \| 1513年 \| 1514年 |
| 纪年： | 己巳年（蛇年）；明正德四年；越南端慶五年，洪順元年；日本永正六年                                           |

## 大事记
- 達延汗征討鄂爾多斯，封第三子巴爾斯博羅特為濟農，統率鄂爾多斯部。
- 亚拉冈国王费尔南多二世,亦為卡斯蒂利亚国王费尔南多五世,下令将被自己以摄政名义架空的女儿卡斯蒂利亚女王胡安娜一世关进修道院。
- 2月3日——葡萄牙帝國與奧斯曼人、威尼斯共和國和拉古薩共和國（杜布羅夫尼克）支持下的古吉拉特蘇丹國蘇丹穆罕默德伯克（英语：Mahmud Begada）、埃及馬木留克布林吉蘇丹國和卡利卡特紮莫林國的一支聯合艦隊在第烏戰役獲得決定性勝利，此戰過後葡萄牙帝國快速地佔領了果阿、錫蘭、麻六甲及奧爾木茲之類的印度洋上的關鍵港口，嚴重削弱了埃及的馬木留克蘇丹國和南亞的古吉拉特蘇丹國，極大地幫助了葡萄牙帝國壯大並讓它的貿易優勢保持了將近一世紀。
- 6月24日——英王亨利八世加冕。
- 11月，葡萄牙帝國首任印度總督弗朗西斯科·德·阿爾梅達將職位移交給繼任者阿方索·德·阿爾布克爾克。
- 長尾能景戰死，其子長尾為景繼任家督越後守護代。
- 教宗儒略二世下令將費拉拉公爵阿方索一世·德·埃斯特逐出教會並剝奪他的所有頭銜，期望這樣能名正言順地將費拉拉公國納入教宗國。

## 出生
- 7月10日－加爾文出世

## 逝世
- 4月21日——亨利七世，英格蘭國王。（1457年出生）